# Desmoscolex chaetogaster
Desmoscolex chaetogaster is een rondwormensoort uit de familie van de Desmoscolecidae. De wetenschappelijke naam van de soort is voor het eerst geldig gepubliceerd in 1869 door Greeff.